# Weiherweber
Weiherweber ist ein Gemeindeteil von Bad Heilbrunn im oberbayerischen Landkreis Bad Tölz-Wolfratshausen. Die Einöde liegt circa drei Kilometer nordöstlich von Bad Heilbrunn auf der Gemarkung Oberbuchen.
Der Ort gehörte bis 1971 zur ehemaligen Gemeinde Oberbuchen.